# Sächsische Energieagentur
Die Sächsische Energieagentur – SAENA GmbH (SAENA) ist die Energieagentur des Landes Sachsen und der Sächsischen Aufbaubank – Förderbank -. Sie soll als Kompetenz- und Beratungszentrum zu den Themen Erneuerbare Energien, zukunftsfähige Energieversorgung und Energieeffizienz dienen. Als nicht gewinnorientierte Gesellschaft unterstützt sie die Schonung der Ressourcen und die Steigerung der Energieeffizienz zum Zwecke des Erhalts der Lebensgrundlagen für kommende Generationen und des aktiven Klimaschutzes in Sachsen. Die SAENA wird dabei nicht selbst investiv tätig.

## Organisation
Die Gründung der Sächsischen Energieagentur erfolgte am 20. Juni 2007. Gesellschafter sind der Freistaat Sachsen, vertreten durch das Sächsische Staatsministerium der Finanzen und die Sächsische Aufbaubank – Förderbank. Geschäftsführer sind Tilman Werner und Babette Böhme. Sitz der Agentur ist Dresden.

## Arbeitsfelder
Die Arbeitsfelder der Agentur gliedern sich in die Bereiche:
- Steigerung der Energieeffizienz zuständig für die Ressorts Kommunen, Unternehmen, Landwirtschaft, Kirchen, Mobilität, Bauwesen/Gebäude und Verbraucher/Haushalte
- Zukunftsfähige Energieversorgung und Erneuerbare Energien für die Felder virtuelle Kraftwerke, Energieautarkie, Speichertechnologien, Wärmepumpen/Geothermie, Photovoltaik, Solarthermie, Bioenergie, Kraft-Wärme-Kopplung, Brennstoffzellen, Windkraft und Wasserkraft
- Innovation und Nachhaltigkeit mit den Aufgabenbereichen Politikberatung und -begleitung, Energiecontracting, Energiepreise, Gesamtökologie, Netzwerke, Schulprojekte und Weiterbildung.

### Aufgaben
Die Aufgaben der SAENA sind:
- unabhängige Initialberatung zur Steigerung von Energieeffizienz und zum Einsatz erneuerbarer Energien
- Strategieentwicklung, Initiierung und Begleitung von Modell- und Verbundprojekten im Bereich Energieeffizienz und einer zukunftsfähige Energieversorgung
- Unterstützung von Antragstellern im Vorfeld der Vergabe von Fördermitteln im Bereich Energieeffizienz und des Einsatzes erneuerbarer Energie
- Aufbau von Netzwerken zum Erfahrungsaustausch und Steigerung des Informationsflusses in den Zielgruppen
- Aufbau von Weiterbildungsprogrammen und Öffentlichkeitsarbeit zur rationellen Energieanwendung, insbesondere in Unternehmen, im Bausektor, im Handwerk und im Dienstleistungsbereich

### Projekte und Aktivitäten
Zu den initiierten Projekten zählen der „Sächsische Gewerbeenergiepasses“ und die Kampagne für mehr Energieeffizienz beim Bauen und Sanieren „Mach mit. Bau nachhaltig.“ Die SAENA ist die Projektleitstelle für die sächsische Modellregion Elektromobilität und gestaltet zusammen mit der Bayerischen Landesregierung das Schaufensterprojekt „Elektromobilität verbindet“. Außerdem werden von SAENA drei Wanderausstellungen zum Thema Elektromobilität, energetische Sanierung und Passivhaus unterhalten. Zudem werden Leitfäden und verschiedene Fachbroschüren herausgegeben und regelmäßige Bildungsprogramme für Schüler und Erwachsene können angeboten.
SAENA betreibt auch ein Energieportal zu verschiedenen Themen. Es bietet Informationen und Suchmöglichkeit zu Standorten von Passivhäusern, von Photovoltaik- und Biogasanlagen und besonders energieeffizient arbeitenden Unternehmen. Seit April 2015 betreibt SENA ein kostenfreies Experten-Netzwerk mit Energieberatern, Unternehmen mit Erfahrung im Bereich hocheffizienter Gebäude bzw. Ansprechpartner im Bereich der Elektromobilität.
Gemeinsam mit den Energieagenturen aus Baden-Württemberg, Sachsen-Anhalt und Thüringen hat die SAENA mit "Kom.EMS" ein auf die kommunalen Anforderungen spezialisiertes und standardisiertes Energiemanagementsystem entwickelt und betreut dieses im Freistaat Sachsen.